# Cistella (schimmel)
Cistella  is een geslacht van schimmels uit de orde Helotiales. De familie is nog niet met zekerheid bepaald (incertae sedis). De typesoort is Cistella dentata.

## Soorten
Volgens Index Fungorum telt het geslacht 49 soorten (peildatum maart 2022):
| Soortnaam                                    | Auteur(s)                         | Publicatiejaar |
| -------------------------------------------- | --------------------------------- | -------------- |
| Cistella aconiti (Monnikskaprijpkelkje)      | (Rehm) Raitv. & Järv              | 1997           |
| Cistella acuum (Dennenrijpkelkje)            | (Alb. & Schwein.) Svrček          | 1959           |
| Cistella albidolutea (Bosbiesrijpkelkje)     | (Feltgen) Baral                   | 1985           |
| Cistella amenticola                          | Matheis                           | 1977           |
| Cistella aphanes                             | (Rehm) Nannf.                     | 1932           |
| Cistella arctica                             | Raitv.                            | 1979           |
| Cistella atra                                | Raitv.                            | 1981           |
| Cistella attenuipilus                        | Graddon                           | 1986           |
| Cistella calafiae                            | Raitv. & R. Galán                 | 1994           |
| Cistella calyptrata                          | (Svrček) Raitv.                   | 2004           |
| Cistella chlorosticta                        | (E.P. Fr.) Nannf.                 | 1941           |
| Cistella citrina                             | Nannf. ex Svrček                  | 1992           |
| Cistella citrinescens                        | Svrček                            | 1992           |
| Cistella coarctata                           | (Ellis & Everh.) Dennis           | 1963           |
| Cistella conorum                             | Raitv.                            | 1979           |
| Cistella crassipila                          | (Raitv.) Raitv.                   | 1979           |
| Cistella dentata                             | (Pers.) Quél.                     | 1886           |
| Cistella filispora                           | Raitv. & R. Galán                 | 1994           |
| Cistella flavorubens                         | Raitv.                            | 1981           |
| Cistella fugiens (Fragiel rijpkelkje)        | (W. Phillips) Matheis             | 1977           |
| Cistella geelmuydenii (Askleurig rijpkelkje) | Nannf.                            | 1932           |
| Cistella grevillei (Plat rijpkelkje)         | (Berk.) Raitv.                    | 1978           |
| Cistella grumosa                             | Senn-Irlet & Aeberh.              | 2004           |
| Cistella helvetica                           | Baral                             | 1989           |
| Cistella hungarica                           | (Rehm ex Kuntze) Raitv.           | 1979           |
| Cistella hymenophylli                        | Spooner & Dennis                  | 1986           |
| Cistella improvisa                           | (P. Karst.) Baral                 | 2020           |
| Cistella inconspicua                         | (Rehm) Nannf.                     | 1932           |
| Cistella japonica                            | Y. Suto & Tak. Kobay.             | 1992           |
| Cistella lagenipilus                         | Spooner                           | 1984           |
| Cistella lupuli                              | (Velen.) Svrček                   | 1985           |
| Cistella luzulina                            | (W. Phillips ex Cooke) Matheis    | 1977           |
| Cistella mali                                | (Rehm) Nannf.                     | 1932           |
| Cistella minuta                              | (K.S. Thind & M.P. Sharma) Raitv. | 2004           |
| Cistella orientalis                          | Raitv.                            | 1979           |
| Cistella parksii                             | E.K. Cash                         | 1959           |
| Cistella pediformis                          | Raitv.                            | 1981           |
| Cistella polytrichi                          | (Velen.) Gamundí & Spinedi        | 1988           |
| Cistella rubi                                | Raitv. & Järv                     | 1997           |
| Cistella sacconii                            | Raitv.                            | 1991           |
| Cistella sasae                               | Raitv.                            | 1985           |
| Cistella sauciella                           | (P. Karst.) Nannf.                | 1932           |
| Cistella spicicola                           | Huhtinen & Söderh.                | 1997           |
| Cistella tianschanica                        | Raitv.                            | 1979           |
| Cistella turcomanica                         | Raitv.                            | 1979           |
| Cistella tuvensis                            | Raitv.                            | 1979           |
| Cistella typhae                              | (Svrček) Raitv.                   | 2004           |
| Cistella xanthorrhoeae                       | Spooner                           | 1987           |
| Cistella xylita                              | (P. Karst.) Nannf.                | 1932           |